# Short Brothers
Short Brothers plc, thường hay gọi tắt là Shorts hay Short, là một công ty Hàng không vũ trụ có trụ sở đặt tại Belfast, Bắc Ireland. Shorts được thành lập vào năm 1908 tại London, và là công ty đầu tiên trên thế giới chế tạo động cơ máy bay. Công ty nổi tiếng với thiết kế Thủy phi cơ vào những năm 1950.
Năm 1943, Shorts được quốc hữu hóa và sau đó được tư nhân hóa, vào năm 1948 công ty dời trụ sở đến Belfast. Vào những năm 1960s, Shorts chủ yếu chế tạo động cơ Động cơ tuốc bin cánh quạt máy bay chở khách, các bộ phận chính trong hàng không vũ trụ, và chế tạo tên lửa cho Quân đội Anh.
Shorts thuộc quyền sở hữu của Chính phủ Anh trước khi được Bombardier mua lại vào năm 1989, hiện nay Shorts là doanh nghiệp lớn nhất của Bắc Ai Len. Tháng Mười một năm 2020, Bombardier đã bán Short Brothers tại Belfast cho Spirit AeroSystems.
Công ty tập trung chế tạo các sản phẩm bao gồm các bộ phận của máy bay, động cơ và hệ thống điều khiển bay cho công ty mẹ là Bombardier Aerospace, và cho Boeing, Rolls-Royce Deutschland, General Electric và Pratt & Whitney.

## Lịch sử

### Những năm đầu

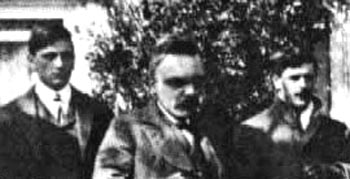
left-to-right: Oswald (1883-1969), Horace (1872-1917), and Eustace Short (1875-1932) at Mussell Manor 1909.

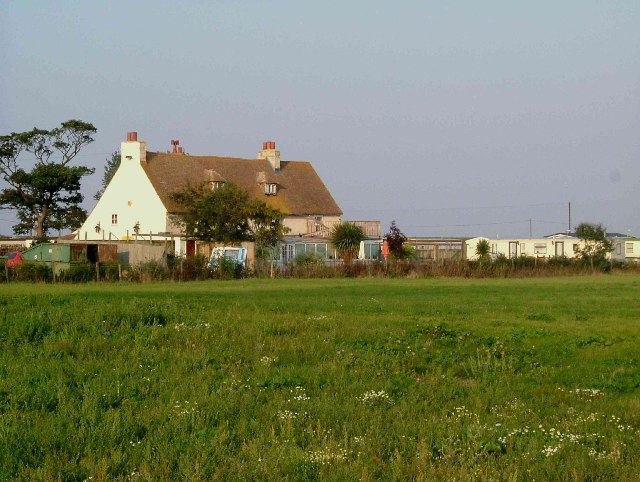
Mussell Manor, the Royal Aero Club clubhouse

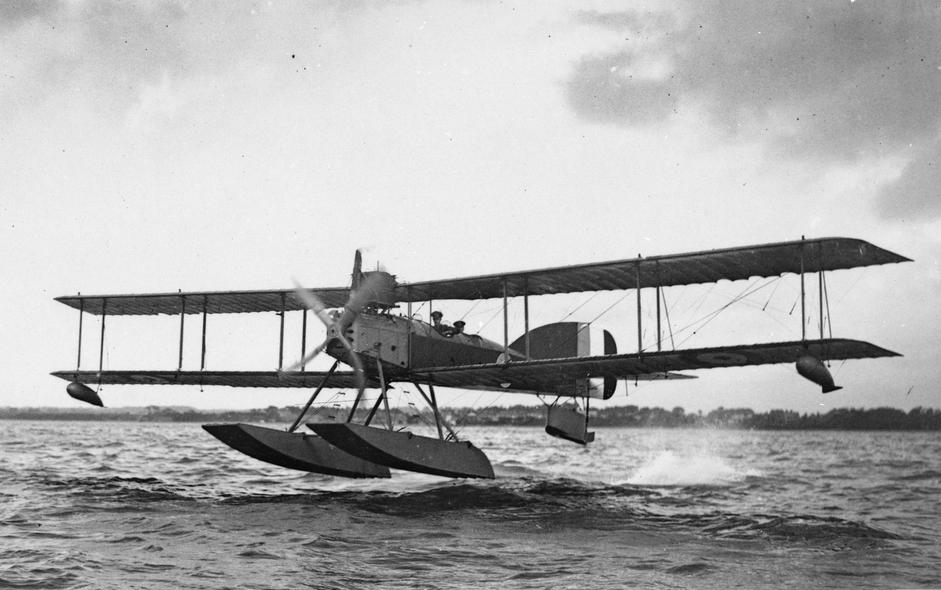
Short 184

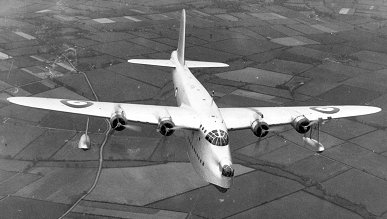
Short Sunderland, được Anh sử dụng rộng rãi trong Chiến tranh thế giới 2.

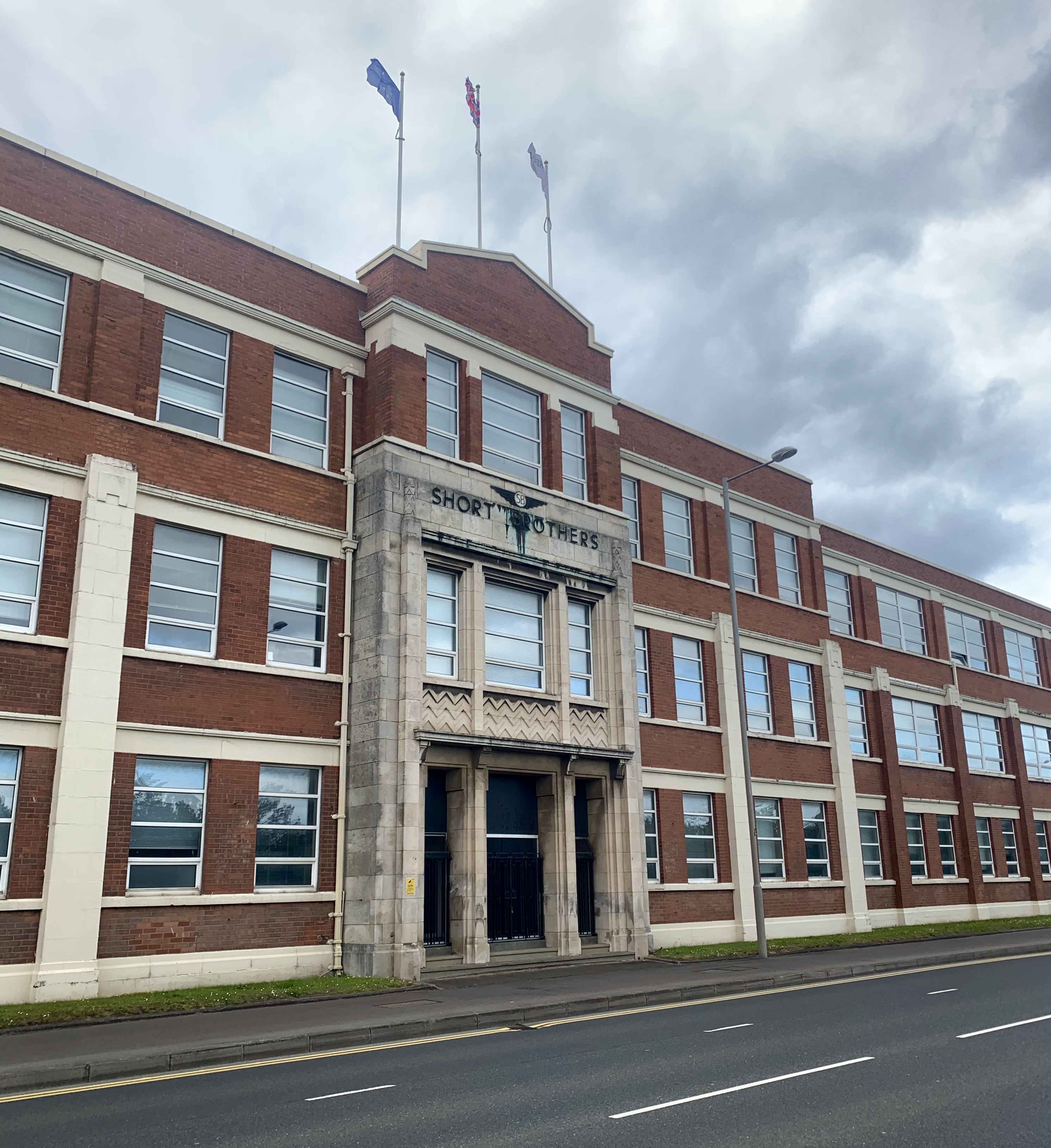
Short Brothers HQ in Belfast, constructed in 1941

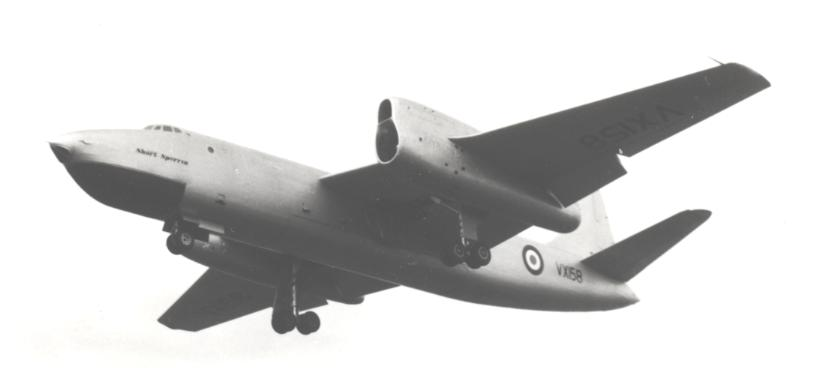
Short Sperrin Gyron test bed (lower port engine) at Farnborough SBAC Airshow, September 1955

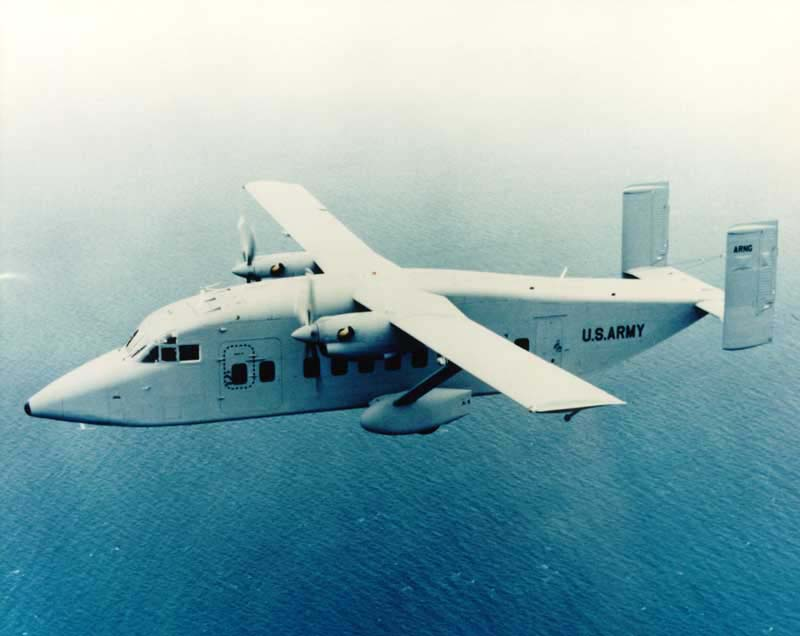
US military version of the Shorts 330, the company's most successful modern aircraft after the Shorts 360.

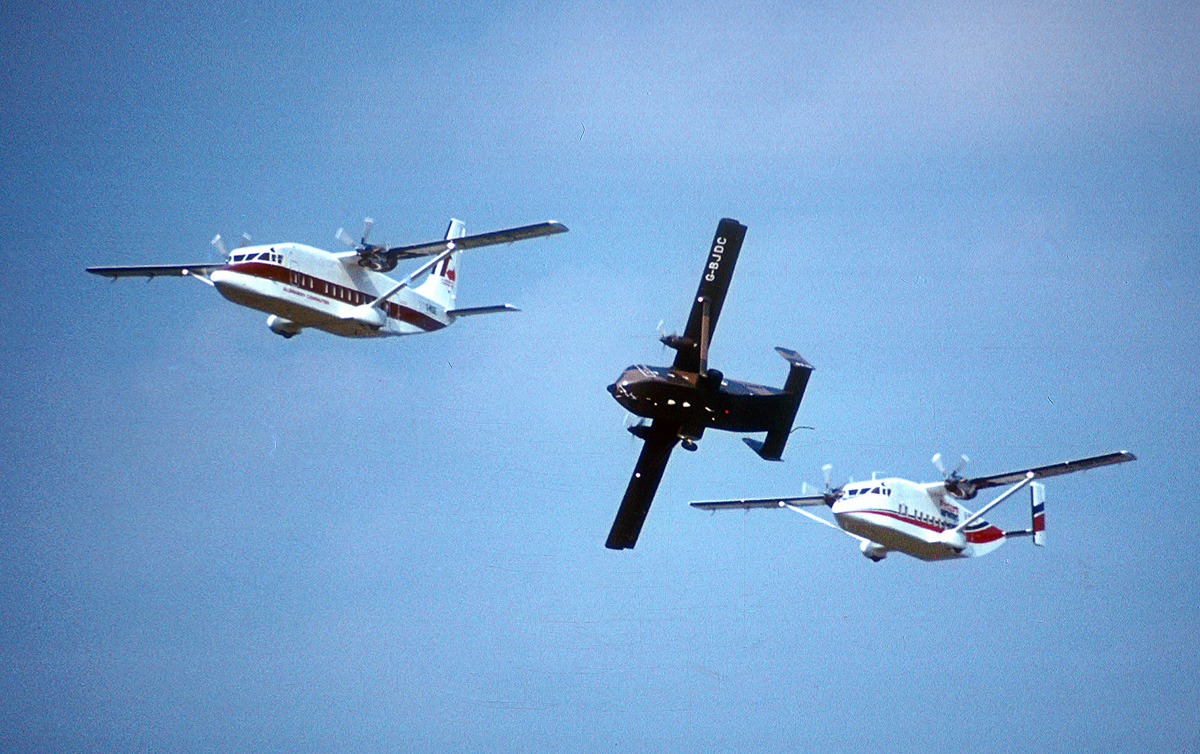
A Short 360, Short Skyvan and Short 330 at the 1982 Farnborough Airshow.

The cancelled Short FJX regional jet

Short Brothers được thành lập vào năm 1897, khi Eustace Short (1875 – 1932) mua một khinh khí cầu chứa đầy khí than đã qua sử dụng cùng anh trai Oswald, công ty mới thành lập phát triển và sản xuất khinh khí cầu. Năm 1900, hai anh em Short và Oswald đã thăm triển lẵm 1900 Paris Exposition ('Hội chợ quốc tế'), và hai ông đã chiêm ngưỡng khinh khí cầu của Édouard Surcouf (Société Astra), người đã phát triển lý thuyết để chế tạo khinh khí cầu hình tròn.
Năm 1902, hai anh em bắt đầu bán khí cầu. Công ty sản xuất khí cầu được đặt tại Hove, Sussex. Năm 1903, khi Horace rời đi cùng với Charles Parsons để phát triển động cơ tuốc bin hơi nước, Eustace và Oswald đã tiến hành chuyển cơ sở của mình đến London và sau đó đến Battersea, nằm cạnh nhà máy khí đốt Battersea.
Năm 1905, công ty dành được hợp đồng cung cấp ba khinh khí cầu cho Quân đội Ấn Độ thuộc Anh. Chất lượng khinh khí cầu của công ty đã gây ấn tượng với Đại tá James Templer, người đứng đầu Nhà máy chế tạo khinh khí cầu Hoàng gia, người đã giới thiệu Short và Oswald với Charles Rolls, người sáng lập công ty Rolls Royce. Rolls đã ủy quyền cho hai anh em nhà Short chế tạo một khinh khí cầu cỡ lớn để tham gia giải khinh khí cầu Gordon Bennett năm 1906. Qua đó, công ty nhận nhiều đơn đặt hàng chế tạo khinh khí cầu hơn sau khi tham gia Câu lạc bộ hàng không Vương quốc Anh.
Năm 1908, khi nghe tin về buổi trình diễn của mẫu máy bay do anh em nhà Wight chế tạo tại Le Mans, Pháp, Oswald Short đã nói với Eustace, "Đây là dấu chấm hết của thời đại khinh khí cầu; chúng ta cần bắt đầu chế tạo máy bay, và chúng ta không thể làm điều đó nếu thiếu Horace!" Oswald đã thuyết phục thành công Horace để rời bỏ công việc cùng Parsons, và vào tháng Mười một năm 1908, họ đã đăng ký thương hiệu dưới cái tên Short Brothers. Cuối năm 1908, Horace bắt đầu làm việc trên hai bản thiết kế, đầu năm 1909, việc chế tạo máy bay của McClean được bắt đầu, tháng 3 năm 1909 nó được trưng bày tại triển lãm Hàng không Anh tổ chức tại Olympia. Trong khi đó, hai anh em nhà Short đã dành được quyền chế tạo các bản sao thiết kế của Wright tại Anh.

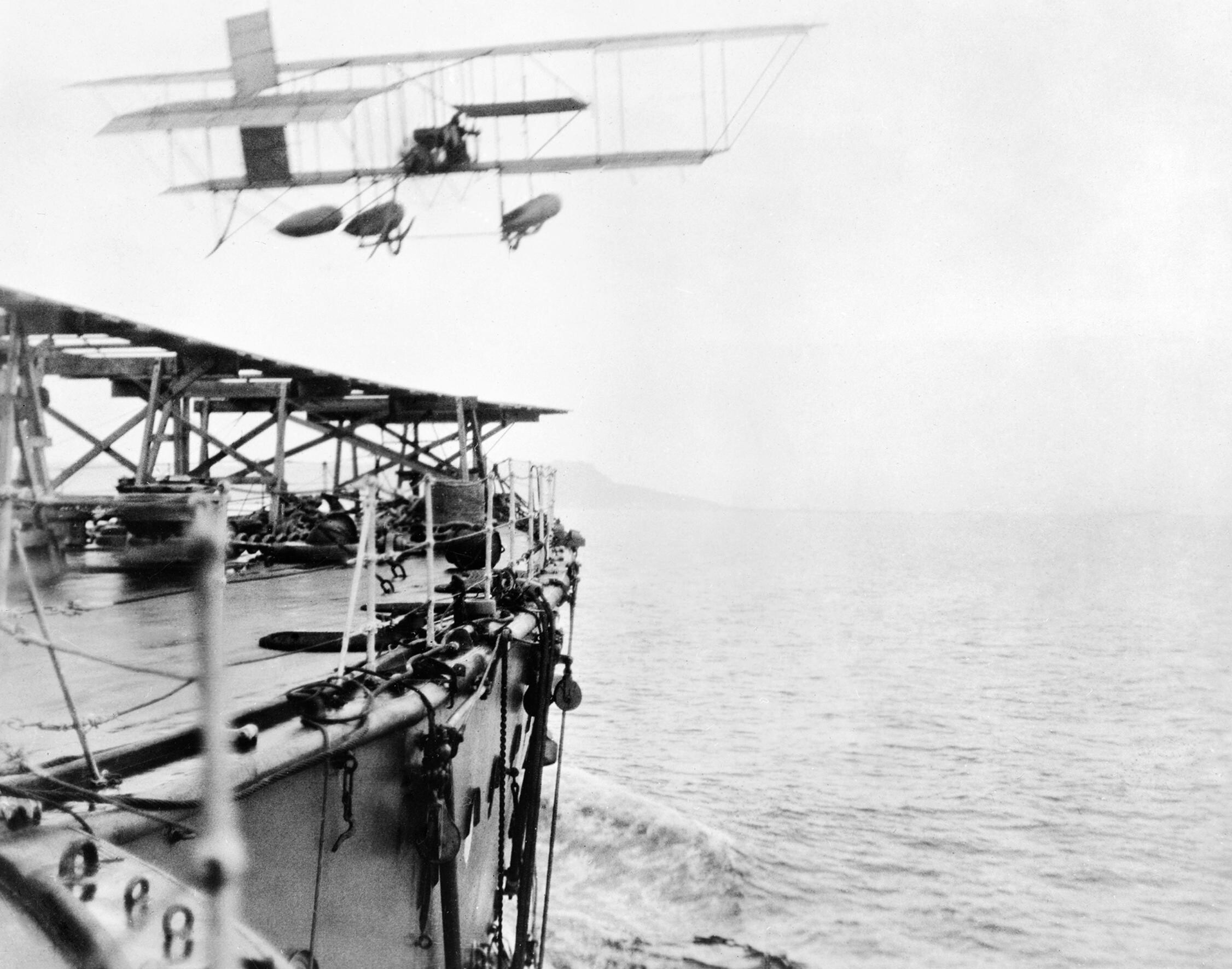
Commander C. R. Samson making the first take-off from a moving ship, May 1912

Tháng Hai năm 1909, công ty Shorts bắt đầu mở thêm một xưởng mới tại Leysdown, gần Shellbeach trên đảo Sheppy. Nơi này đã được Câu lạc bộ Hàng không mua lại để sử dụng làm sân bay, cùng với Trang viên Manor ("Muswell Manor"), về sau đã trở thành hội quán của Câu lạc bộ. Ngay lập tức việc chế tạo sáu chiếc máy bay đầu tiên được tiến hành, đánh dấu lần đầu tiên có một công ty trên thế giới thực hiện được đơn hàng lớn như vậy. Tại đây, chiếc Dunne D.5 - loại máy bay đầu tiên không có cánh đuôi cũng được chế tạo theo hợp đồng. Năm 1910 câu lạc bộ Royal Aero Club cùng với Short Brothers đã chuyển đến khu đất rộng hơn và ít đầm lầy tại Eastchurch, cách trụ sở cũ 2,5 dặm (4 km).

Năm 1911, Shorts đã chế tạo mẫu máy bay hai động cơ rất thành công là Triple Twin. Việc chế tạo máy bay thủy phi cơ được bắt đầu với mẫu Short S.26.

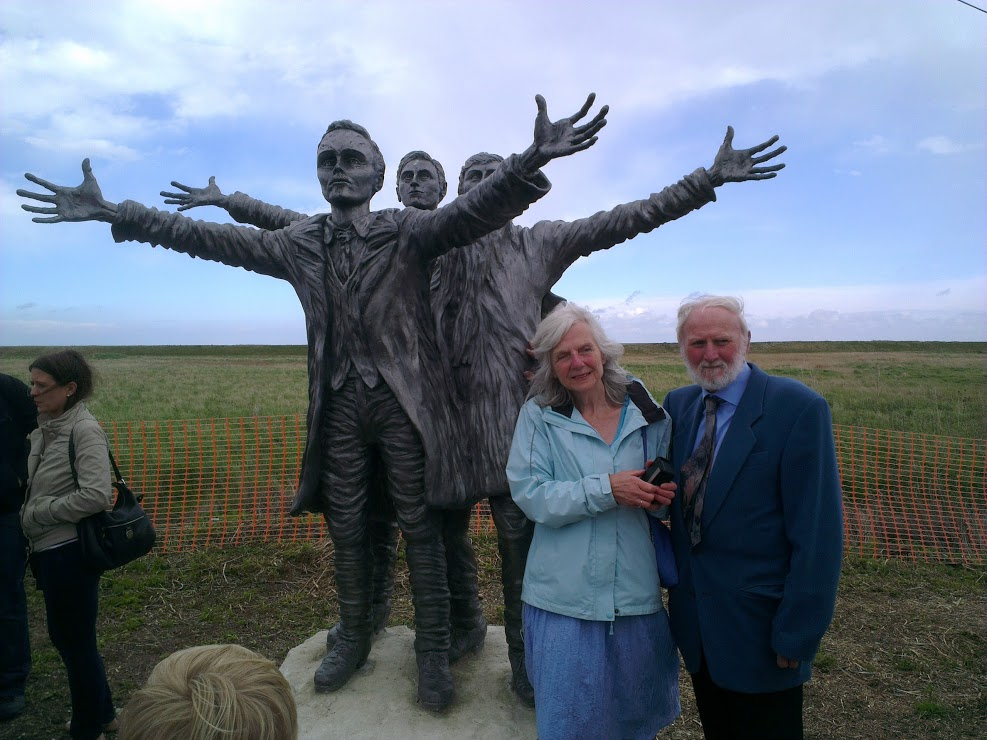
Tượng Short Brothers